# Pemberton (bande dessinée)

Pemberton est une série de bande dessinée du Belge Sirius, assisté à l'encrage par le Français Gérald Forton pour les trois premiers épisodes. Publiée dans Pilote (hebdomadaire puis mensuel) à partir de décembre 1972 à février 1982, elle est constituée de 19 récits courts et d'une histoire à suivre.
Pemberton est un vieux marin devenu pilier de comptoir qui, contre un verre, raconte à qui veut l'entendre les aventures incroyables qu'il aurait vécues durant sa jeunesse. Le barman Jonathan, avide d'évasion, lui fournit un public attentif.
Cette série humoristique a fait l'objet de plusieurs recueils en album, et a été adaptée par Sirius lui-même dans Le Trombone illustré sous le nom Arthur Gordon Penthergast.

## Albums publiés
- Pemberton, Dargaud :

1. Les Voyages insolites de Pemberton, coll. « Histoires fantastiques », 1976  (ISBN 2-205-00883-8).
2. Pemberton c'est rien qu'un menteur, 1977  (ISBN 2-205-01039-5).
3. La Vie ardente et douloureuse de Pemberton, 1978  (ISBN 2-205-01237-1)[3].
4. T'aurais pas dû, Pemberton, 1981  (ISBN 2-205-01711-X).

- Effiloches du crépuscule, Le Coffre à BD, 2006  (ISBN 2-350-07042-5).
- Pemberton, il est pas sérieux ! (préface de Thierry Martens), BD Lire Éditions, 2012  (ISBN 978-2-9523812-2-2).